# Céréale raffinée

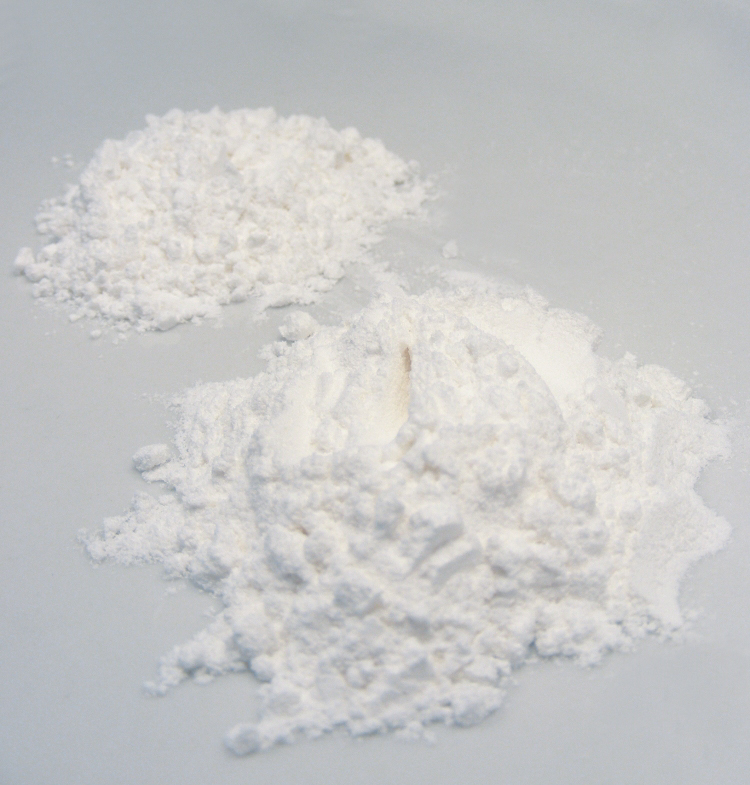
Deux types de farine de riz. La farine de riz normale et la farine de riz glutineux.

Les céréales raffinées, par opposition aux céréales entières, désignent les produits céréaliers constitués de grains ou de farines de grains dont la composition naturelle a été modifiée de manière significative.  Le processus de modification implique généralement l'élimination mécanique du son et du germe soit par broyage, soit par tamisage sélectif. Le raffinage supplémentaire comprend le mélange, le blanchiment et le bromage. De plus, la thiamine, la riboflavine, la niacine et le fer sont souvent ajoutés pour enrichir le produit sur le plan nutritionnel. Parce que les nutriments ajoutés représentent une fraction des nutriments éliminés, les grains raffinés sont considérés comme ayant une capacité nutritionnelle inférieure aux grains entiers. Cependant, pour certains grains, l’élimination des fibres associée à un broyage fin se traduit par une disponibilité légèrement plus élevée de l’énergie des grains utilisable par le corps. En outre, dans le cas particulier du maïs, le processus de nixtamalisation (une forme de raffinage chimique) entraîne une amélioration considérable de la biodisponibilité de la niacine, empêchant ainsi la pellagre dans les régimes alimentaires composés principalement de produits à base de maïs. [réf. nécessaire]
|                            | Blé     | Blé     | Blé    | Riz     | Riz     | Riz   |
| Entier                     | Raffiné | Enrichi | Entier | Raffiné | Enrichi |       |
| -------------------------- | ------- | ------- | ------ | ------- | ------- | ----- |
| Valeur énergétique         | 100%    | 107%    | 107%   | 100%    | 99%     | 99%   |
| Glucides                   | 100%    | 105%    | 105%   | 100%    | 104%    | 104%  |
| Fibres                     | 100%    | 22%     | 22%    | 100%    | 37%     | 37%   |
| Protéines                  | 100%    | 75%     | 75%    | 100%    | 90%     | 90%   |
| Thiamine (Vit B1)          | 100%    | 27%     | 176%   | 100%    | 17%     | 144%  |
| Riboflavine (Vit B2)       | 100%    | 19%     | 230%   | 100%    | 53%     | 53%   |
| Niacine (Vit B3)           | 100%    | 20%     | 93%    | 100%    | 31%     | 82%   |
| Ac. pantothénique (Vit B5) | 100%    | 43%     | 43%    | 100%    | 68%     | 68%   |
| Pyridoxine (B6)            | 100%    | 13%     | 13%    | 100%    | 32%     | 32%   |
| Folate (B9)                | 100%    | 59%     | 350%   | 100%    | 40%     | 1155% |
| Vitamine E                 | 100%    | 5%      | 5%     | 100%    | 18%     | 18%   |
| Calcium                    | 100%    | 44%     | 44%    | 100%    | 100%    | 100%  |
| Fer                        | 100%    | 30%     | 120%   | 100%    | 54%     | 293%  |
| Magnésium                  | 100%    | 16%     | 16%    | 100%    | 17%     | 17%   |
| Phosphore                  | 100%    | 31%     | 31%    | 100%    | 35%     | 35%   |
| Potassium                  | 100%    | 26%     | 26%    | 100%    | 52%     | 52%   |
| Sodium                     | 100%    | 40%     | 40%    | 100%    | 71%     | 71%   |
| Zinc                       | 100%    | 24%     | 24%    | 100%    | 29%     | 29%   |
| Cuivre                     | 100%    | 38%     | 38%    | 100%    | 79%     | 79%   |
| Manganèse                  | 100%    | 18%     | 18%    | 100%    | 29%     | 29%   |
| Sélénium                   | 100%    | 48%     | 48%    | 100%    | 65%     | 65%   |

## Voir également
- Farine
- Farine de blé entier
- Céréale entière